# Diorios
Diorios o Dhiorios (in greco Διόριος?; in turco Tepebaşı) è un villaggio di Cipro, 2 km a ovest di Myrtou. È sotto il controllo de facto di Cipro del Nord, dove appartiene al distretto di Girne, mentre de iure appartiene al distretto di Kyrenia della Repubblica di Cipro. Sino al 1974 Diorios è sempre stato un villaggio misto.
La sua popolazione nel 2011 era di 774 abitanti.

## Geografia fisica
Si trova a venti chilometri a nord-ovest della capitale Nicosia e a solo un chilometro e mezzo a ovest di Myrtou/Çamlıbel. Da un punto di vista geologico, l'area amministrativa del villaggio è dominata da arenarie, dal flysch di Kythrea e, in misura minore, da depositi alluvionali, soprattutto lungo i bacini fluviali della regione. Sui depositi, si sono sviluppati xerorentzines e terreni di terra rossa. Parte dell'area del villaggio è coperta dall'omonima foresta demaniale. Nelle aree rimanenti, prima del 1974, si coltivavano soprattutto cereali, carrubi e ulivi.

## Origini del nome
L'origine del nome del villaggio è oscura. Fino a poco tempo fa era chiamato Yorghios dai greco-ciprioti e Yorgoz dai turco-ciprioti. Goodwin suggerisce che il nome potrebbe derivare dalle parole "dyo oros", che in greco antico significa "tra due montagne". Nel 1975 i turco-ciprioti hanno cambiato il nome in Tepebaşı, che significa "cima della collina".

## Monumenti e luoghi di interesse

### Architetture religiose
La chiesa del villaggio, dedicata ad Agia Marina, fu costruita nel 1850 su una chiesa più antica. Nel 1973 fu costruita la nuova chiesa di Santa Marina in un'altra località del villaggio. La vecchia chiesa fu danneggiata durante l'invasione del 1974 ed è tuttora in rovina, mentre il tempio più recente si trova in un'area militare che si dice sia stata utilizzata come ospedale. Altre cappelle del villaggio sono quelle di San Giovanni, del Profeta Zaccaria, di San Nero, del Profeta Elia, dell'Arcangelo Michele, di San Giorgio (area della foresta di Mahania), di San Giorgio (area di Trimithias) della Santa Croce e di Agiopetras San Nicola.

## Società

### Evoluzione demografica
Diorios è sempre stato un villaggio misto e sino al 1974 i greco-ciprioti hanno sempre costituito la maggioranza. Nel censimento ottomano del 1831, i cristiani costituivano quasi il 60% della popolazione. Questa percentuale è aumentata leggermente nella prima metà del XX secolo (65% nel 1946). Tuttavia, nel 1960, quando l'isola ottenne l'indipendenza, la percentuale di popolazione greco-cipriota era ulteriormente aumentata fino a raggiungere quasi il 77% del totale del villaggio.
A causa delle lotte intercomunitarie, nel gennaio 1964 tutti i turco-ciprioti (circa 160) di questo villaggio fuggirono e si rifugiarono ad Agirda/Ağırdağ, Fota/Dağyolu, Kampyli/Hisarköy e Ortaköy a Nicosia, dove rimasero fino al 1974, quando vennero trasferiti di nuovo nel loro villaggio.
Lo spostamento di tutti i greco-ciprioti da questo villaggio avvenne nel 1974, quando tutti i greco-ciprioti di Diorios fuggirono dall'avanzata dell'esercito turco nei mesi di luglio e agosto e cercarono rifugio a sud. Attualmente i greco-ciprioti di Diorios sono sparsi in tutto il sud dell'isola. Il numero dei greco-ciprioti di questo villaggio sfollati nel 1974 era di circa 500 (495 nel censimento del 1973).
Oltre agli originari turco-ciprioti di Diorios che sono tornati nel 1974, ci sono anche alcuni cittadini turchi provenienti dalla provincia di Samsun, nel nord-ovest della Turchia, che si sono stabiliti nel villaggio alla fine degli anni Settanta. Secondo il censimento del 2006, la popolazione del villaggio era di 427 abitanti.

## Cultura

### Eventi
I turco-ciprioti organizzano ogni anno la Festa dei tulipani.

## Galleria d'immagini

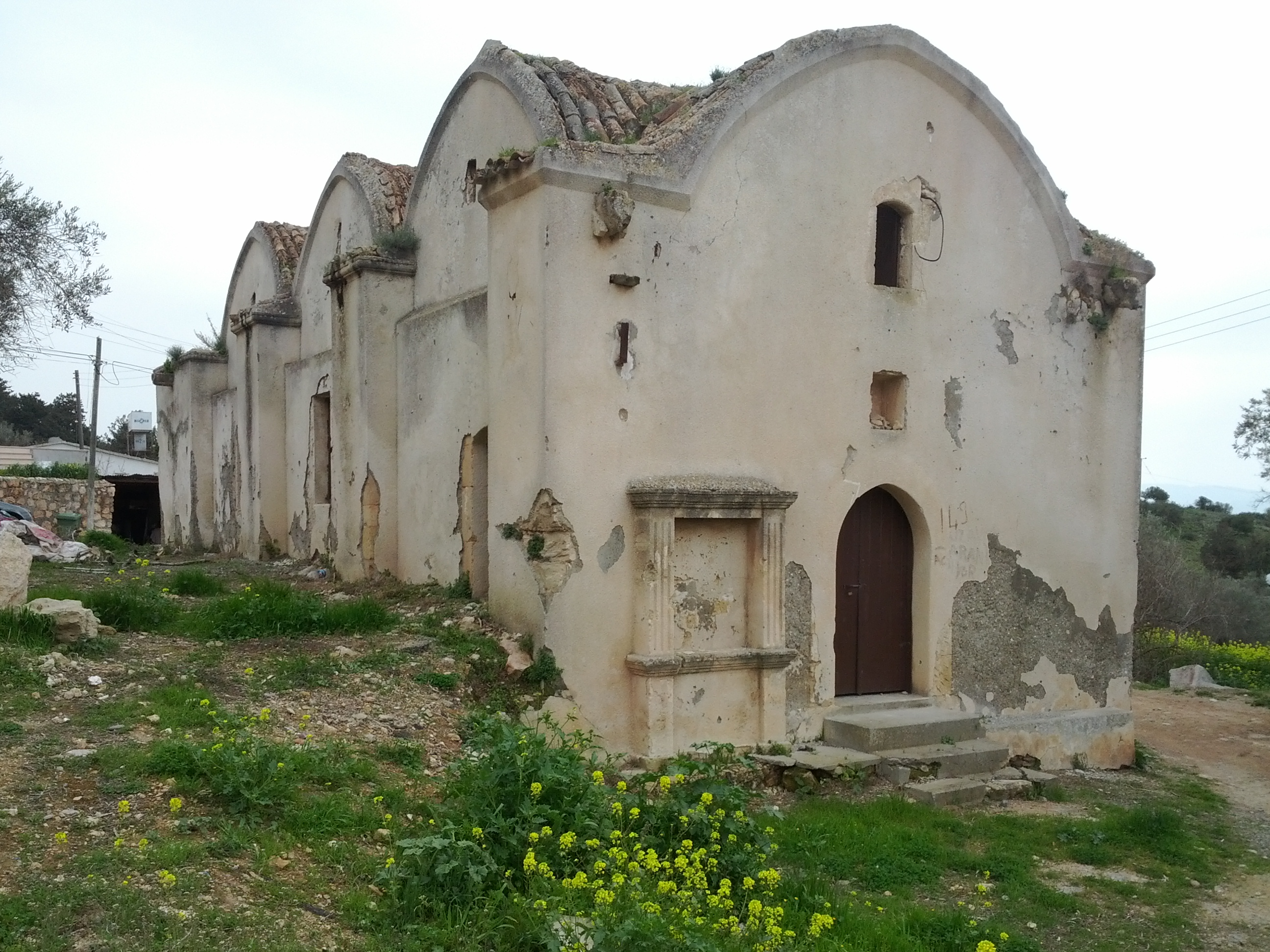
Vista frontale della chiesa di Agia Marina
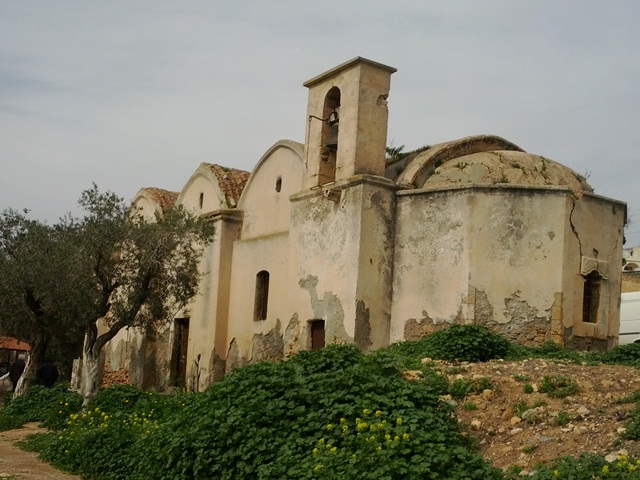
Vista posteriore della chiesa di Agia Marina
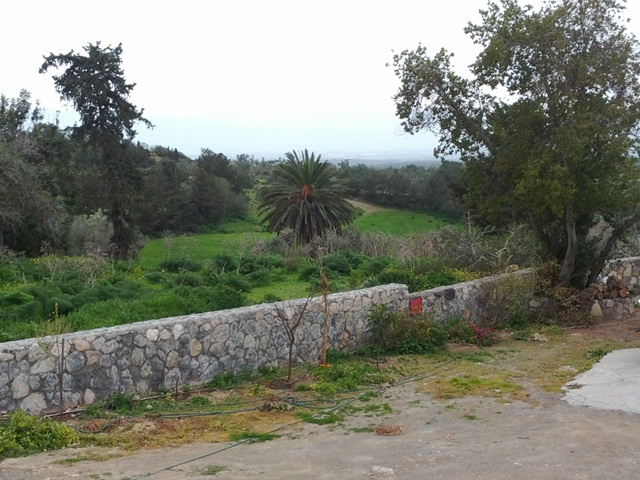
Il golfo di Morfou con la nebbia
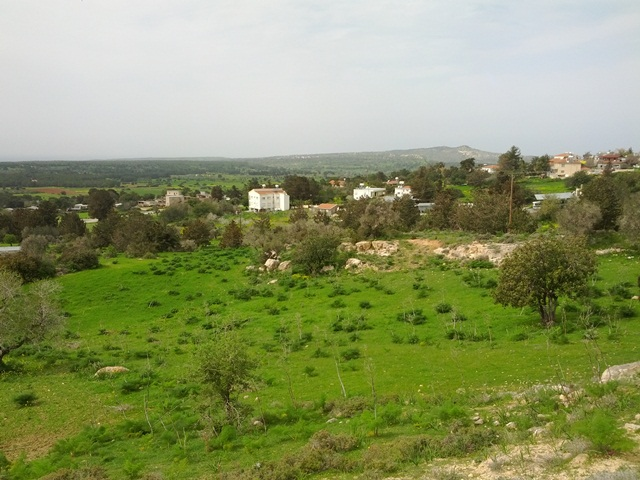
Veduta di Kormakitis da Diorios
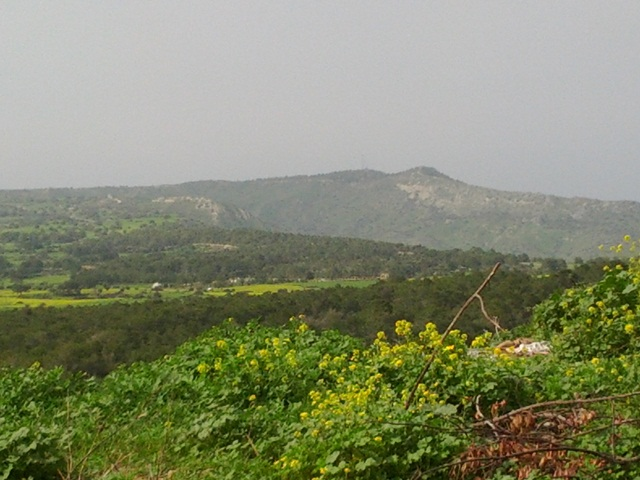
Veduta di Kormakitis da Diorios